# Erwan Peron
Erwan Peron (ur. 25 maja 1980 w Orvault) – francuski wioślarz, reprezentant Francji w wioślarskiej dwójce bez sternika podczas Letnich Igrzysk Olimpijskich w Pekinie.

## Osiągnięcia
- Mistrzostwa Świata Juniorów – Hazewinkel 1997 – czwórka bez sternika – 2. miejsce[1].
- Mistrzostwa Świata Juniorów – Linz Ottensheim 1998 – czwórka bez sternika – 8. miejsce[1].
- Mistrzostwa Świata – Lucerna 2001 – ósemka wagi lekkiej – 1. miejsce[1][2].
- Mistrzostwa Świata – Sewilla 2002 – czwórka bez sternika wagi lekkiej – 6. miejsce[1].
- Mistrzostwa Świata – Mediolan 2003 – czwórka bez sternika wagi lekkiej – 14. miejsce[1].
- Mistrzostwa Świata – Gifu 2005 – ósemka – 9. miejsce[1].
- Mistrzostwa Świata – Eton 2006 – ósemka – 10. miejsce[1].
- Mistrzostwa Świata – Monachium 2007 – dwójka bez sternika – 4. miejsce[1][2].
- Igrzyska Olimpijskie – Pekin 2008 – dwójka bez sternika – 9. miejsce[1][2].